# Pardosa riveti
Pardosa riveti är en spindelart som beskrevs av Lucien Berland 1913. Pardosa riveti ingår i släktet Pardosa och familjen vargspindlar.
Artens utbredningsområde är Ecuador. Inga underarter finns listade i Catalogue of Life.